# Corallus caninus
Corallus caninus là một loài trăn không độc được tìm thấy ở rừng mưa ở Nam Mỹ. Không có phân loài được công nhận.

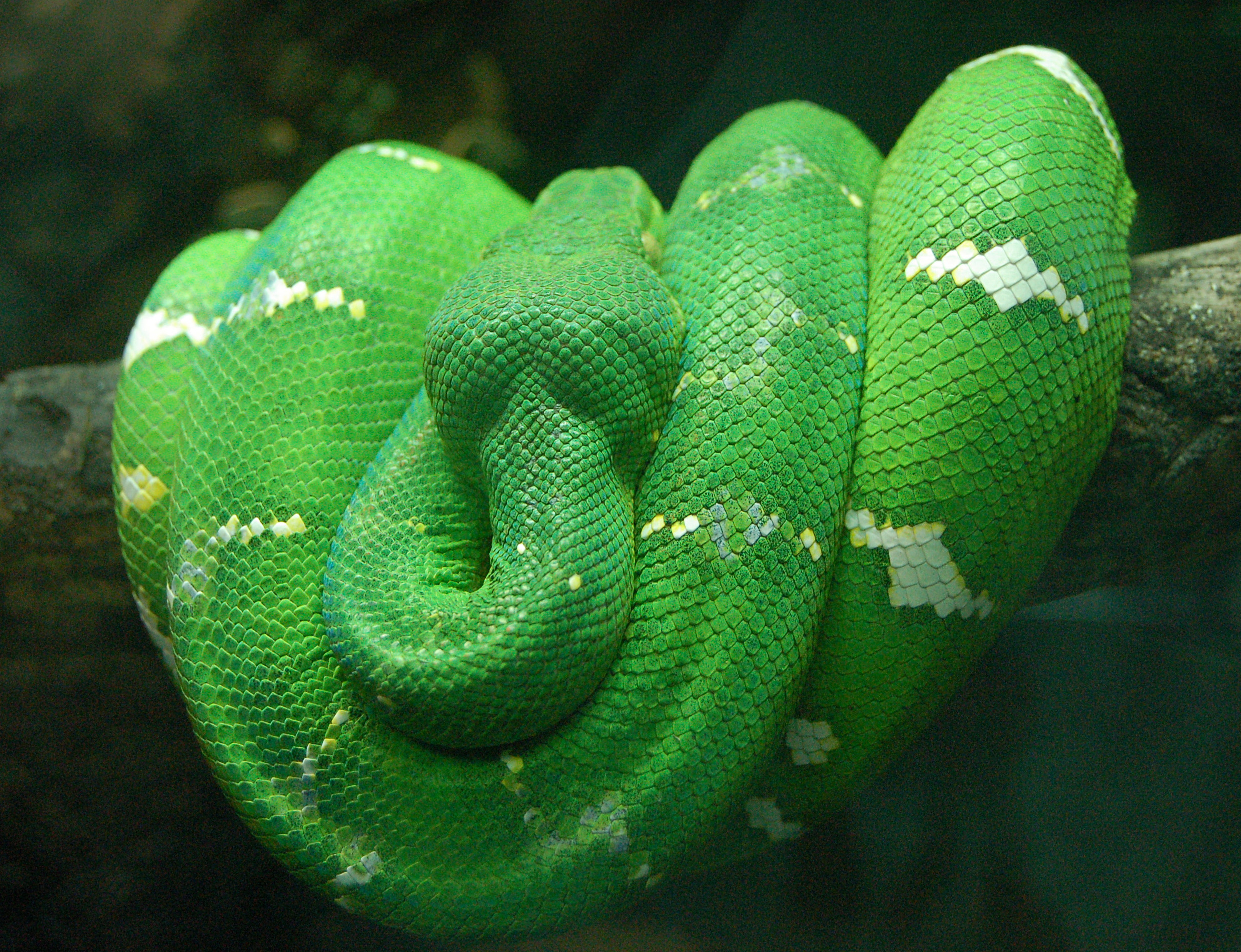
C. caninus

Con trưởng thành dài khoảng 1,8 mét. Chúng đã phát triển răng cửa có khả năng dường như lớn hơn một cách cân đối so với răng của những con rắn không có nọc độc khác.
Kiểu màu thường bao gồm màu bề mặt xanh lục bảo với một đường sọc dích dắc bất thường màu trắng bị gián đoạn xuống phía sau và bụng màu vàng. Trăn non có màu khác giữa màu da cam sáng và tối hoặc màu đỏ gạch trước khi thay da sang xanh ngọc lục bảo (sau khi độ tuổi 9-12 tháng). 

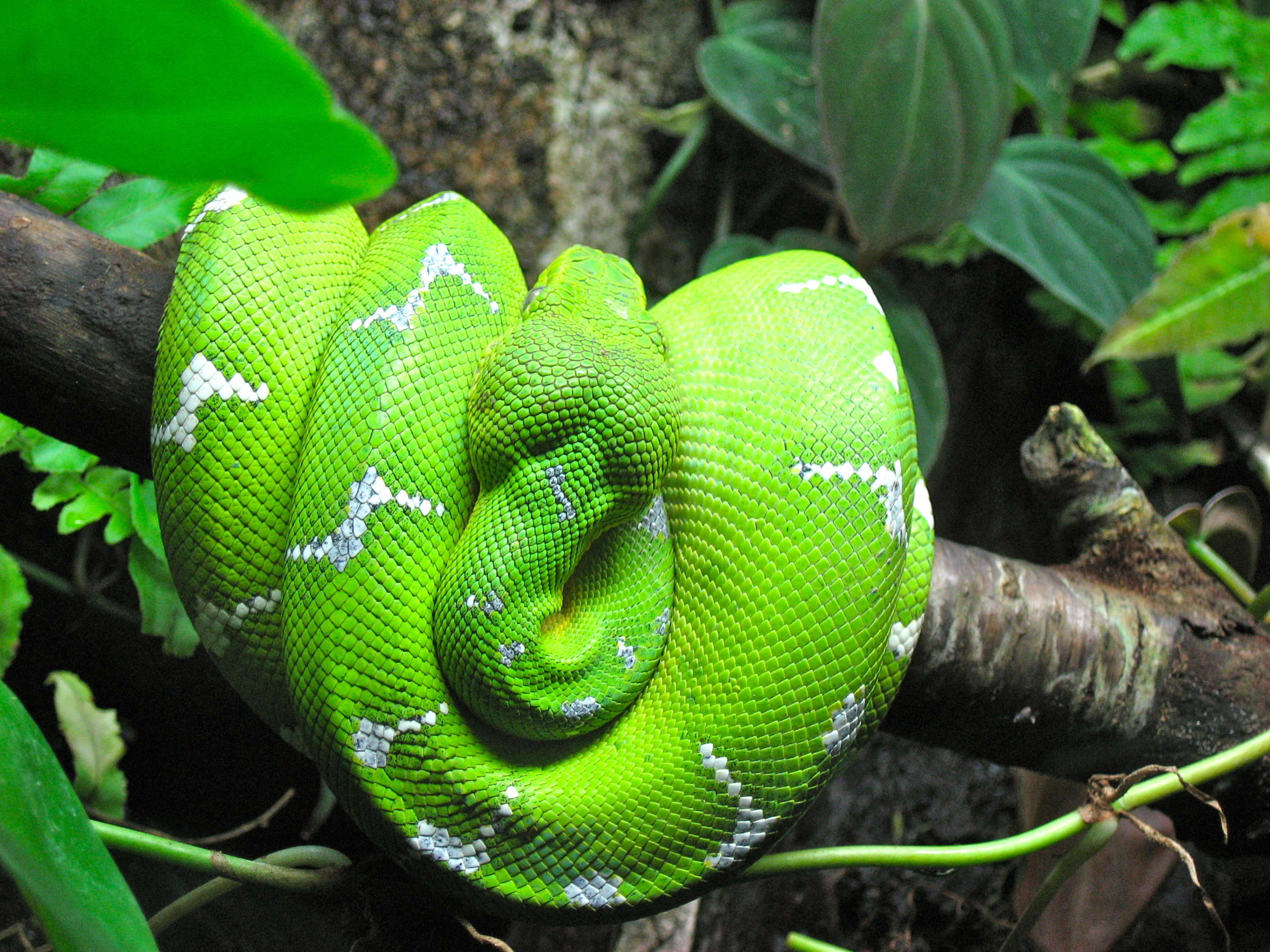
Từ National Aquarium ở Baltimore

Loài này được tìm thấy ở Nam Mỹ ở lưu vực Amazon của Colombia, Ecuador, Peru, bắc Bolivia, Brazil, và từ Venezuela đến Surinam và Guianas ở trong khu vực gọi là Tấm khiên phía Bắc. 
Loài trăn này chủ yếu ăn chim nhưng cũng ăn động vật có vú nhỏ. Con non cũng ăn thằn lằn, ếch nhái.
Loài trăn này đẻ trứng với mỗi lứa từ 6-14 quả trứng. Trăn non mới nở có màu từ đỏ gạch đến vàng và dần chuyển màu.